# Europees kampioenschap voetbal onder 19 - 2003
Het Europees kampioenschap voetbal mannen onder 19 werd gehouden in 2003 in Liechtenstein. Er werd gespeeld vanaf 16 tot en met 26 juli 2003. Spelers die na 1 januari 1984 geboren zijn mochten meedoen. Het toernooi werd voor de eerste keer gewonnen door Italië.
De UEFA had de opzet van het toernooi iets veranderd. Na de groepsfase was er nu een halve finale voor de vier beste teams, in plaats van een verliezersfinale voor de twee nummers twee en een finale voor de nummers één. De acht gekwalificeerde teams werden ingedeeld in twee groepen van vier. De twee beste teams per groep stroomden door naar de halve finale.

## Gekwalificeerde landen
| # | Land          | Gekwalificeerd als          | Beste prestatie   |
| - | ------------- | --------------------------- | ----------------- |
| 1 | Liechtenstein | Gastland                    | Debuut            |
| 2 | Tsjechië      | Eliteronde: Winnaar groep 1 | Groepsfase (2002) |
| 3 | Frankrijk     | Eliteronde: Winnaar groep 2 | Debuut            |
| 4 | Portugal      | Eliteronde: Winnaar groep 3 | Debuut            |
| 5 | Engeland      | Eliteronde: Winnaar groep 4 | Groepsfase (2002) |
| 6 | Oostenrijk    | Eliteronde: Winnaar groep 5 | Debuut            |
| 7 | Noorwegen     | Eliteronde: Winnaar groep 6 | Groepsfase (2002) |
| 8 | Italië        | Eliteronde: Winnaar groep 7 | Debuut            |

## Stadions
| Vaduz                                     | · Vaduz Balzers Eschen Triesen Schaan |  |
| Rheinparkstadion Capaciteit: 6.127        | · Vaduz Balzers Eschen Triesen Schaan |  |
| Balzers                                   | · Vaduz Balzers Eschen Triesen Schaan |  |
| Sportplatz Rheinau Capaciteit: 2.500      | · Vaduz Balzers Eschen Triesen Schaan |  |
| Eschen                                    | · Vaduz Balzers Eschen Triesen Schaan |  |
| Sportpark Eschen/Mauren Capaciteit: 2.100 | · Vaduz Balzers Eschen Triesen Schaan |  |
| Triesen                                   | · Vaduz Balzers Eschen Triesen Schaan |  |
| Blumenaustadion Capaciteit: 2.100         | · Vaduz Balzers Eschen Triesen Schaan |  |
| Schaan                                    | · Vaduz Balzers Eschen Triesen Schaan |  |
| Sportsplatz Rheinwiese Capaciteit: 5.000  | · Vaduz Balzers Eschen Triesen Schaan |  |

## Groepsfase

### Groep A
| Pos. | Team          | AW | W | G | V | DV | DT | +/- | Pnt |
| ---- | ------------- | -- | - | - | - | -- | -- | --- | --- |
| 1    | Italië        | 3  | 2 | 1 | 0 | 7  | 2  | +5  | 7   |
| 2    | Portugal      | 3  | 1 | 2 | 0 | 8  | 3  | +5  | 5   |
| 3    | Noorwegen     | 3  | 1 | 1 | 1 | 4  | 4  | 0   | 4   |
| 4    | Liechtenstein | 3  | 0 | 0 | 3 | 2  | 12 | –10 | 0   |

|                          |               |                                                                                  |          |                                                              |
| 16 juli 2003 17:00 (CET) | Liechtenstein | 0–5                                                                              | Portugal | Rheinparkstadion, Vaduz Scheidsrechter: Nikolai Ivanov (RUS) |
| 16 juli 2003 17:00 (CET) |               | 17' João Pereira 63' Hugo Almeida 73' (e.d.) Alabor 82' Fonseca 84' Paulo Sérgio |          | Rheinparkstadion, Vaduz Scheidsrechter: Nikolai Ivanov (RUS) |

|                          |           |                     |        |                                                                       |
| 16 juli 2003 18:30 (CET) | Noorwegen | 0–1                 | Italië | Sportplatz Rheinau, Balzers Scheidsrechter: Athanassios Briakos (GRE) |
| 16 juli 2003 18:30 (CET) |           | 89' (pen.) Aquilani |        | Sportplatz Rheinau, Balzers Scheidsrechter: Athanassios Briakos (GRE) |

|                          |            |     |          |                                                                      |
| 18 juli 2003 15:30 (CET) | Portugal   | 1–1 | Italië   | Sportpark Eschen/Mauren, Eschen Scheidsrechter: Michael Weiner (GER) |
| 18 juli 2003 15:30 (CET) | Daniel 49' |     | 58' Lodi | Sportpark Eschen/Mauren, Eschen Scheidsrechter: Michael Weiner (GER) |

|                          |               |     |                              |                                                              |
| 18 juli 2003 18:30 (CET) | Liechtenstein | 1–2 | Noorwegen                    | Blumenaustadion, Triesen Scheidsrechter: Selçuk Dereli (TUR) |
| 18 juli 2003 18:30 (CET) | Maierhofer 4' |     | 28' Poljac 37' (e.d.) Bühler | Blumenaustadion, Triesen Scheidsrechter: Selçuk Dereli (TUR) |

|                          |                       |     |                               |                                                                  |
| 20 juli 2003 18:30 (CET) | Portugal              | 2–2 | Noorwegen                     | Sportsplatz Rheinwiese, Schaan Scheidsrechter: Ruud Bossen (NED) |
| 20 juli 2003 18:30 (CET) | Paulo Sérgio 61', 80' |     | 3' Johannesen 21' Daniel Holm | Sportsplatz Rheinwiese, Schaan Scheidsrechter: Ruud Bossen (NED) |

|                          |                                                              |     |               |                                                                       |
| 20 juli 2003 18:30 (CET) | Italië                                                       | 5–1 | Liechtenstein | Sportplatz Rheinau, Balzers Scheidsrechter: Carlos Megía Dávila (ESP) |
| 20 juli 2003 18:30 (CET) | Della Rocca 11' Palladino 39' Laner 53', 67' Lodi 55' (pen.) |     | 68' Büchel    | Sportplatz Rheinau, Balzers Scheidsrechter: Carlos Megía Dávila (ESP) |

### Groep B
| Pos. | Team       | AW | W | G | V | DV | DT | +/- | Pnt |
| ---- | ---------- | -- | - | - | - | -- | -- | --- | --- |
| 1    | Oostenrijk | 3  | 2 | 1 | 0 | 7  | 3  | +4  | 7   |
| 2    | Tsjechië   | 3  | 1 | 1 | 1 | 7  | 7  | 0   | 4   |
| 3    | Engeland   | 3  | 1 | 0 | 2 | 3  | 5  | –2  | 3   |
| 4    | Frankrijk  | 3  | 0 | 2 | 1 | 4  | 6  | –2  | 2   |

|                          |             |     |                       |                                                                    |
| 16 juli 2003 18:30 (CET) | Engeland    | 1–2 | Oostenrijk            | Sportsplatz Rheinwiese, Schaan Scheidsrechter: Selçuk Dereli (TUR) |
| 16 juli 2003 18:30 (CET) | Downing 36' |     | 5' Mössner 60' Säumel | Sportsplatz Rheinwiese, Schaan Scheidsrechter: Selçuk Dereli (TUR) |

|                          |                                 |     |                                          |                                                                   |
| 16 juli 2003 20:10 (CET) | Frankrijk                       | 3–3 | Tsjechië                                 | Rheinparkstadion, Vaduz Scheidsrechter: Carlos Megía Dávila (ESP) |
| 16 juli 2003 20:10 (CET) | Grax 6', 63' (pen.) Idangar 70' |     | 26' Mikolanda 87' Procházka 90+3' Matula | Rheinparkstadion, Vaduz Scheidsrechter: Carlos Megía Dávila (ESP) |

|                          |           |                               |          |                                                                   |
| 18 juli 2003 18:30 (CET) | Frankrijk | 0–2                           | Engeland | Sportpark Eschen/Mauren, Eschen Scheidsrechter: Ruud Bossen (NED) |
| 18 juli 2003 18:30 (CET) |           | 41' Ridgewell 90+2' Routledge |          | Sportpark Eschen/Mauren, Eschen Scheidsrechter: Ruud Bossen (NED) |

|                          |               |     |                                    |                                                                          |
| 18 juli 2003 18:30 (CET) | Tsjechië      | 1–4 | Oostenrijk                         | Sportsplatz Rheinwiese, Schaan Scheidsrechter: Athanassios Briakos (GRE) |
| 18 juli 2003 18:30 (CET) | Mikolanda 10' |     | 36', 45' Schicker 38', 54' Kienast | Sportsplatz Rheinwiese, Schaan Scheidsrechter: Athanassios Briakos (GRE) |

|                          |                                      |     |          |                                                                      |
| 20 juli 2003 18:30 (CET) | Tsjechië                             | 3–0 | Engeland | Sportpark Eschen/Mauren, Eschen Scheidsrechter: Michael Weiner (GER) |
| 20 juli 2003 18:30 (CET) | Nachtman 47' Brodský 54' Siranec 63' |     |          | Sportpark Eschen/Mauren, Eschen Scheidsrechter: Michael Weiner (GER) |

|                          |                    |     |                   |                                                               |
| 20 juli 2003 18:30 (CET) | Oostenrijk         | 1–1 | Frankrijk         | Blumenaustadion, Triesen Scheidsrechter: Nikolai Ivanov (RUS) |
| 20 juli 2003 18:30 (CET) | Čehajić 82' (pen.) |     | 90+2' (pen.) Grax | Blumenaustadion, Triesen Scheidsrechter: Nikolai Ivanov (RUS) |

## Knock-outfase
|  | halve finale    | halve finale    |  |          | finale          | finale          |
|  |                 |                 |  |          |                 |                 |
|  | 23 juli – Vaduz |                 |  |          |                 |                 |
|  | Italië          | 1               |  |          |                 |                 |
|  | Tsjechië        | 0               |  |          | 26 juli – Vaduz | 26 juli – Vaduz |
|  |                 |                 |  |          | Italië          | 2               |
|  | 23 juli – Vaduz | 23 juli – Vaduz |  | Portugal | 0               |                 |
|  | Oostenrijk      | 3               |  |          |                 |                 |
|  | Portugal        | 6               |  |          |                 |                 |

### Halve finale
|                          |                                |            |                                                                                              |                                                              |
| 23 juli 2003 16:30 (CET) | Oostenrijk                     | 3–6 (n.v.) | Portugal                                                                                     | Rheinparkstadion, Vaduz Scheidsrechter: Michael Weiner (GER) |
| 23 juli 2003 16:30 (CET) | Salmutter 24', 28' Mössner 84' |            | 31' (pen.) Hugo Almeida 38' Organista 54', 103' (pen.) Paulo Sérgio 100', 104' Pedro Pereira | Rheinparkstadion, Vaduz Scheidsrechter: Michael Weiner (GER) |

|                          |             |     |          |                                                                   |
| 23 juli 2003 20:00 (CET) | Italië      | 1–0 | Tsjechië | Rheinparkstadion, Vaduz Scheidsrechter: Carlos Megía Dávila (ESP) |
| 23 juli 2003 20:00 (CET) | Pazzini 57' |     |          | Rheinparkstadion, Vaduz Scheidsrechter: Carlos Megía Dávila (ESP) |

### Finale
|                          |                            |     |          |                                                             |
| 26 juli 2003 20:00 (CET) | Italië                     | 2–0 | Portugal | Rheinparkstadion, Vaduz Scheidsrechter: Selçuk Dereli (TUR) |
| 26 juli 2003 20:00 (CET) | Della Rocca 3' Pazzini 27' |     |          | Rheinparkstadion, Vaduz Scheidsrechter: Selçuk Dereli (TUR) |